# Svatý Virgil

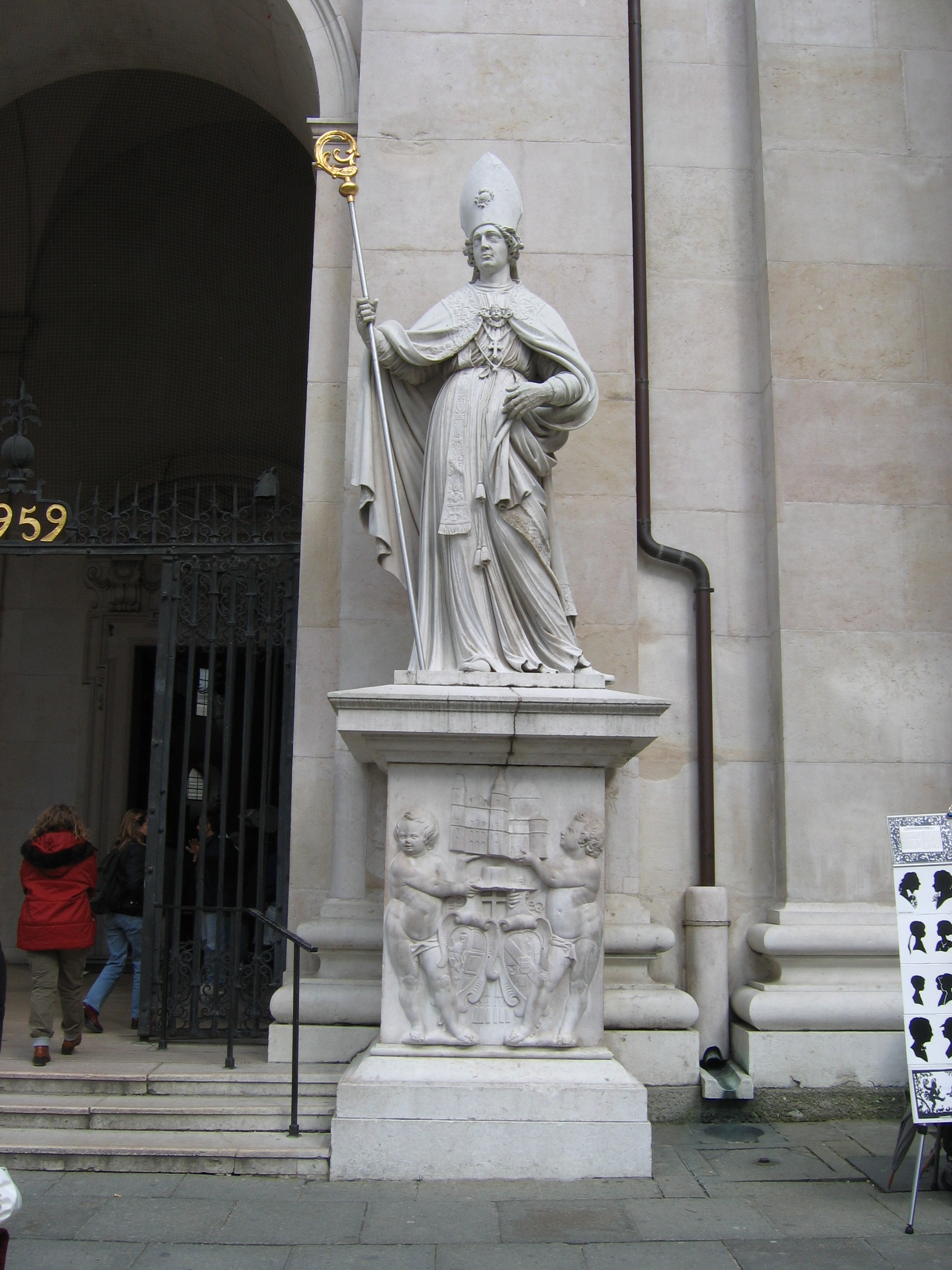
Socha svatého Virgila před katedrálou v Salcburku

Sv. Virgil (také Virgilius, původním irským jménem Feirgil (asi 700, Irsko – 27. listopadu 784, Salcburk) byl irský světec, biskup salcburský, astronom.

## Život
Pocházel z rodiny vysoké irské šlechty. V roce 745 se vydal na pouť do Svaté země, zůstal ale na francouzském královském dvoře, poté odešel do salcburské diecéze, kde sloužil do konce života a získal si velkou úctu pro svou vzdělanost a zbožný život.
Za svého života byl velmi kontroverzní osobou – měl sice zásluhy na pokřesťanštění Karantánců (dnes vymřelá slovanská etnická skupina) a vysílal misionáře i do Uher, byl ale svými současníky (zejm. sv. Bonifácem) kritizován jednak za to, že uznával platnost křtu i při užití nechtěně zkomolené formule, a jednak pro svá tvrzení v oblasti vědy (tvrdil mj. že svět je kulatý a protější stranu obývají protinožci), která dle sv. Bonifáce neodpovídala církevní věrouce. Byl proto obviněn z kacířství, v nedochovaném spise se mu však podařilo své názory vyložit a obhájit a papež jej podpořil.

## Úcta
Byl kanonizován v roce 1233. Jeho svátek, který připadá na 27. listopadu, se slaví převážně v salcburské diecézi a také v rodném Irsku.